# Adrián Marcelo Romero
Adrián Marcelo Romero (San Miguel de Tucumán, Tucumán, 20 de septiembre de 1975) es un exfutbolista argentino que jugaba como defensor.

## Trayectoria

### Atlético Tucumán
Romero debutó en Atlético Tucumán, en un clásico tucumano disputado en 1994. En 2006 volvió a su ciudad natal, para vestir la camiseta de Atlético Tucumán. En su regreso al decano jugó una temporada.

### The Strongest
Romero llegó a The Strongest en 1996. En su primera temporada llegó hasta el hexagonal final, donde terminó tercero. Su primera etapa en el club duró hasta 1997. Su segunda etapa en el club en el año 2000, terminando en tercer lugar. En 2007 tuvo su tercera y última etapa en la institución.

### All Boys
Para la temporada 1998/99 se unió a All Boys. En el equipo de Buenos Aires tuvo un buen paso, pero breve.

### Emelec
En 1999 llegó como refuerzo a Emelec, de cara a la Copa Libertadores 1999. En el torneo  terminó segundo de su grupo, por detrás de Liga de Quito, pero cayó en octavos de final ante Estudiantes de Mérida.

### Independiente Petrolero
En 2001 pasó a Independiente Petrolero. Jugó  un año en el equipo albirrojo.

### Deportivo Pereira
En 2002 se mudó a Colombia para jugar en Deportivo Pereira. En el equipo colombiano jugó hasta 2003.

### La Paz
Llegó a La Paz en 2004. En el equipo paceño disputó dos temporadas.

### Chacarita
En 2008 pasó a Chacarita, club en donde le puso fin a su carrera.

## Clubes
| Club                    | País      |
| ----------------------- | --------- |
| Atlético Tucumán        | Argentina |
| The Strongest           | Bolivia   |
| All Boys                | Argentina |
| Emelec                  | Ecuador   |
| Independiente Petrolero | Bolivia   |
| Deportivo Pereira       | Colombia  |
| La Paz                  | Bolivia   |
| Chacarita               | Argentina |